# Patrick McDonnell
Patrick McDonnell (Elizabeth, 17 de março de 1956) é o criador da tira Mutts. Ele tem também ilustrado a coluna do Sunday Observer de  Russell Baker na revista New York Times e criou a banda desenhada mensal Bad Baby para a revista Parents.  Ele contribuiu para a Sports Illustrated, Reader's Digest, Forbes, Timee muitas outras, e é co-autor do livro Krazy Kat: a Arte Cômica de George Herriman.

## Obras
- Mutts
  - Mutts (1996)
  - Cats & Dogs (1997)
  - More Shtuff (1998)
  - Yesh! (1999)
  - Our Mutts (2000)
  - A Little Look-See (2001)
  - What Now (2002)
  - I Want To Be The Kitty! (2003)
  - Dog-Eared (2004)
  - Who Let The Cat Out? (2005)
  - Everyday Mutts: A Comic Strip Treasury (2006)
  - Animal Friendly: A Mutts Treasury (2007)